# Wilmar Valencia
Elar Wilmar Valencia Pacheco (Camaná, 27 ottobre 1961) è un allenatore di calcio ed ex calciatore peruviano, di ruolo centrocampista difensivo.
Elar Wilmar Valencia Pacheco (Camaná, 27 ottobre 1961) è un allenatore di calcio ed ex calciatore peruviano, attualmente responsabile del settore giovanile dell'Alianza Lima.

## Carriera

### Club
Valencia iniziò la sua carriera nel 1979 con il Coronel Bolognesi, per poi trasferirsi nel 1982 all'Alianza Lima, dove giocò fino al 1987. Successivamente, ebbe esperienze internazionali con l'Atlético Marte in El Salvador e con il Club Blooming in Bolivia. Tornò all'Alianza Lima nel 1990, dove concluse la carriera da giocatore nel 1994.

### Nazionale
Tra il 1984 e il 1989, Valencia collezionò 14 presenze con la nazionale peruviana, partecipando anche alla Copa América 1989.

### Allenatore
Dopo il ritiro, iniziò la carriera da allenatore nel 2000 con l'Unión Huaral. Nel 2003, guidò lo Sporting Cristal alla vittoria del Torneo Apertura. Nel corso degli anni, ha allenato numerose squadre peruviane, tra cui l'Alianza Lima, il Cienciano, il Melgar, il José Gálvez, lo Sport Huancayo (in più occasioni), il León de Huánuco, il Real Garcilaso, il Juan Aurich, lo Sport Boys, l'Atlético Grau, il Deportivo Binacional e l'ADT.
Nel 2019, vinse la Copa Bicentenario con l'Atlético Grau. Dal 2024, è responsabile del settore giovanile dell'Alianza Lima.

## Palmarès

### Giocatore
- Torneo Descentralizado: 1986, 1987, 1990 – con Alianza Lima
- Torneo Metropolitano: 1985 – con Alianza Lima

### Allenatore
- Torneo Apertura: 2003 – con Sporting Cristal
- Copa Bicentenario: 2019 – con Atlético Grau